# Syria Poletti

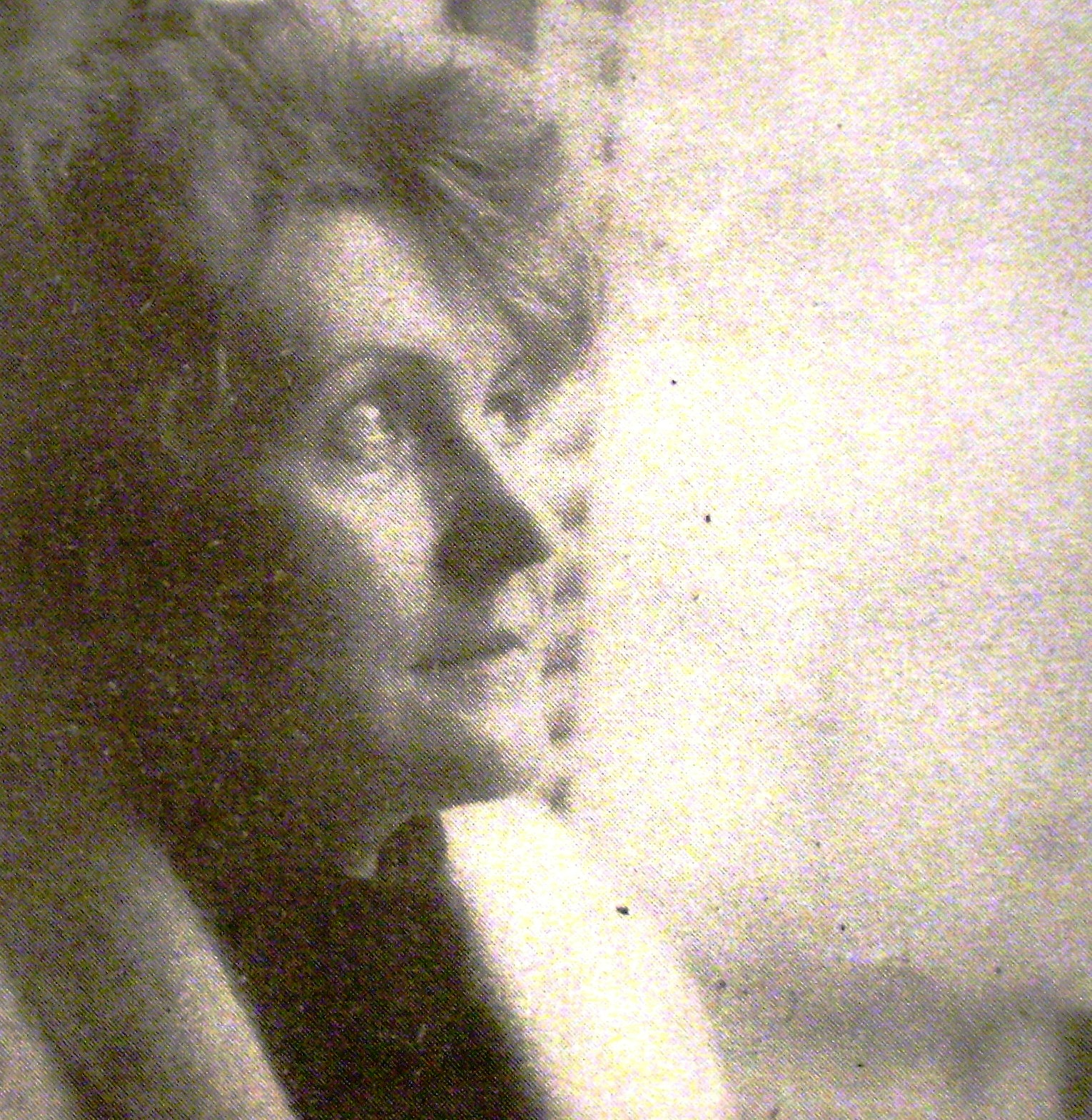
Syria Poletti (1968)

Syria Poletti (* 10. Februar 1917 in Pieve di Cadore; † 11. April 1991 in Buenos Aires) war eine italienisch-argentinische Schriftstellerin und Journalistin. Sie verfasste vor allem Kinder- und Jugendliteratur, daneben aber auch Romane und Erzählungen für Erwachsene. In ihrem Werk setzte sie sich oft mit der Erfahrung der italienischen Immigration nach Argentinien auseinander.

## Leben und Werk
Poletti wuchs im norditalienischen Sacile bei ihrer Großmutter mütterlicherseits auf, nachdem ihr Vater 1923 oder 1924 nach Argentinien ausgewandert war. Während ihre Mutter und ihre Geschwister dem Vater nach einiger Zeit folgten, musste Syria Poletti in Italien bleiben. Aufgrund finanzieller Schwierigkeiten lebte sie zeitweise bei wohlhabenden Verwandten, die sie vom Schulbesuch abhielten und zur Hausarbeit zwangen. Da sie wiederholt weglief, wurde sie im Toso di Casier in Treviso untergebracht, einem von Nonnen geführten Waisenhaus für verarmte und alleinstehende Mädchen. Hier besuchte sie die Schule und lernte Nähen und Sticken. Am Istituto Ferrante Aporti in Sacile erwarb sie ein Diplom als Kindergärtnerin.
Nach dem Tod ihrer Großmutter beschloss Poletti 1937, ebenfalls nach Argentinien auszuwandern. Aufgrund einer plötzlich auftretenden Skoliose wurde ihr ein Visum zunächst verweigert; im darauffolgenden Jahr gelangen ihr Überfahrt und Einreise. In Gualeguay traf sie ihre Familie wieder. Für ihren Lebensunterhalt unterrichtete Poletti in Rosario Italienisch, während sie zugleich an der Philosophischen Fakultät der Universität Córdoba studierte. Nach ihrem Abschluss zog sie in den späten 1940er-Jahren nach Buenos Aires, wo sie als Journalistin für Zeitung und Rundfunk arbeitete und erste Kurzgeschichten in Zeitungen und Magazinen veröffentlichte. Sie war zweisprachige Redakteurin bei SIRA (Servicio Internacional de Radiodifusión Argentina al Exterior) (1950–1955), Chefredakteurin bei RAE (Radiodiffusione Argentina all'Estero) (1955–1965) und zeichnete ab 1960 für zahlreiche Bildungsprogramme bei LRA (Radio Nacional) und LS1 (Radio Municipal) verantwortlich. Für ihre Verdienste um die Vermittlung italienischer Kultur wurde sie von Italien 1974 mit dem Orden des Sterns der italienischen Solidarität (Ordensklasse: Ritter) ausgezeichnet.
Poletti schrieb einerseits Kurzgeschichten und zwei Romane für Erwachsene, andererseits Erzählungen und Bücher für Kinder und Jugendliche. In ihren Werken beschäftigte sie sich immer wieder mit den Erfahrungen italienischer Einwanderer in Argentinien, häufig geschildert aus der Perspektive von Kindern. Ihre Werke werden oft als autobiographische Zeugnisse ihrer eigenen Erfahrungen gelesen. Mit ihrer Erzählung Rojo en la salina (1964) bzw. ihrer Kurzgeschichtensammlung Historias en rojo (1967) gehört sie zu den ganz wenigen hispanoamerikanischen Autorinnen, die Mitte des 20. Jahrhunderts Kriminalgeschichten schrieben. Gianna M. Martella sieht in der Wahl einer weiblichen Protagonistin, die auf eigene Faust Ermittlungen anstellt, den Fall zwar löst, aber darauf verzichtet, den Täter der Justiz zu übergeben, eine erste Abweichung von den klassischen Schemata der anglo-amerikanischen Detektivgeschichte. Damit sei die Erzählung Teil der Entwicklung des hispanoamerikanischen Kriminalromans, in welchem Verbrecher nicht immer bestraft und auch Sympathieträger Ungerechtigkeiten erleiden würden.
1953 gewann Poletti mit zwei ihrer Geschichten den Premio Kraft, einen Wettbewerb für Kinderliteratur. In den folgenden Jahren erschienen ihre Texte in verschiedenen Anthologien. Ihr erster Roman, Gente conmigo, aus dem Jahr 1962 wurde mit dem Premio Internacional de Novela Editorial Losada ausgezeichnet und zwei Jahre später von Jorge Darnell verfilmt. Poletti schildert darin die Geschichte von Nora, die aus einer Kleinstadt des italienischen Friaul nach Buenos Aires eingewandert ist und sich dort als Übersetzerin durchschlägt. Ihr zweiter Roman Extraño oficio erschien 1971 und wurde für den argentinischen Nationalpreis für Literatur nominiert. Auch in diesem Roman verarbeitet Poletti autobiographische Erfahrungen, allerdings in fragmentierter Form mit in sich geschlossenen Abschnitten aus unterschiedlichen Erzählperspektiven. 1984 erhielt sie für ihr kinderliterarisches Werk den Premio Konex de Platino.

## Werke
- Gente conmigo. Losada, Buenos Aires 1961.
  - dt. Einwanderer. Aus d. Span. übers. von Ana Maria Brock. Aufbau-Verlag, Berlin 1968.
- Historias en rojo. Calatayud, Buenos Aires 1967.

- Extraño oficio. Losada, Buenos Aires 1971.

- Línea de fuego. Losada, Buenos Aires 1974.
- El juguete misterioso. Sigmar, Buenos Aires 1977.
- El misterio de las valijas verdes. Plus Ultra, Buenos Aires 1978.
- Marionetas de aserrín. Buenos Aires: Crea. 1980.
- Amor de alas. Arte Gaglianone, Buenos Aires 1981.
- El rey que prohibió los globos. Arte Gaglianone, Buenos Aires 1982.
- La gente. Kapelusz, Buenos Aires 1984.
- Alelí y el payaso Bum Bum. Arte Gaglianone, Buenos Aires 1985.
- El monito Bam-Bin. El Ateneo, Buenos Aires 1985.
- Taller de imaginería. Losada, Buenos Aires 1987.
- 100 Cuentos de Syria Poletti para leer antes de dormir. Sigmar, Buenos Aires 1987.
- Las hadas hacen dedo. Arte Gaglianone, Buenos Aires 1988.
- ...y llegarán buenos aires.  Vinciguerra, Buenos Aires 1989.
- El terror de la selva. El Ateneo, Buenos Aires 1991.